# Blue Reflection
Blue Reflection es un videojuego de rol desarrollado por Gust Co. Ltd. Fue publicado por Koei Tecmo en marzo de 2017 en Japón para PlayStation 4 y PlayStation Vita, y fue lanzado en septiembre de 2017 en Norteamérica y Europa para PlayStation 4 y Microsoft Windows. El jugador asume el papel de Hinako Shirai, una bailarina de ballet que debido a una lesión en la rodilla ya no puede bailar, pero que recibe un poder mágico que le permite luchar y moverse libremente. El juego sigue un ciclo de día, en el que Hinako asiste a la escuela y pasa tiempo con sus compañeros de clase, y visita otro mundo donde lucha contra monstruos en un sistema de batalla por turnos. Al hacerse amiga cercana de sus compañeros de clase, Hinako puede usar sus habilidades de apoyo en la batalla.
El juego es el juego final del proyecto "Beautiful Girls Festival" de Gust, que también incluye Atelier Firis y Nights of Azure 2. Fue producido por Junzo Hosoi, organizado por Keiichi Sigsawa, Yūsaku Igarashi y Kouji Natsumi, y supervisado por Mel Kishida, quien también diseñó los personajes. Se pretende que sea un retrato de la juventud para las mujeres, centrándose en los conceptos de interacción entre mujeres y crecimiento personal a través del intercambio de experiencias con las personas.
Una serie de televisión de anime spin-off realizada por J.C.Staff llamada Blue Reflection Ray se emitió de abril a septiembre de 2021.

## Jugabilidad
Blue Reflection es un juego de rol, que sigue un ciclo diurno: por la mañana, el personaje del jugador va a la escuela y, a veces, se encuentra con otros estudiantes en el camino. Las escenas ocurren durante la escuela, algunas de las cuales involucran preguntas de los compañeros de clase del personaje del jugador, que afectan su relación con el personaje del jugador dependiendo de las respuestas del jugador; Las amistades cercanas con los personajes permiten obtener beneficios de apoyo adicionales durante las batallas y afectan sus actitudes hacia el jugador durante las secuencias de la historia. El jugador también puede interactuar con los personajes enviándoles mensajes a través de una aplicación móvil en el juego, que también permite al jugador ver los perfiles de los personajes y jugar minijuegos. Después de la escuela, el jugador puede moverse libremente; pueden elegir entre varias actividades, incluido pasar tiempo con los compañeros de clase y crear elementos. Una vez que el jugador termina el día, su personaje regresa a casa y el día termina con ella yendo a dormir.
El jugador también puede intentar resolver los problemas de sus compañeros de clase durante su tiempo libre. La causa de sus problemas a veces reside fuera del mundo real, en el Otro Mundo; al visitarlo, el jugador puede buscar fragmentos de emociones que causan defectos en el mundo real. Después de encontrar los fragmentos y superar los desafíos en el Otro Mundo, el jugador aprende sobre los pensamientos del personaje al que está ayudando, regresa al mundo real y recibe recompensas y fragmentos. Las diferentes misiones incluyen diferentes recompensas; algunos le dan al jugador puntos de crecimiento, que el jugador puede invertir en las estadísticas de ataque, defensa, apoyo o técnicas de sus personajes, haciéndolos más fuertes y enseñándoles nuevas habilidades. Los fragmentos que adquiere el jugador se pueden equipar a las habilidades de los personajes, dando a las habilidades efectos adicionales. Además de las recompensas, algunas misiones otorgan puntos de evaluación al jugador; la historia avanza cuando el jugador ha adquirido suficientes.
Mientras explora el Otro Mundo, el jugador a veces se encuentra con monstruos, lo que lleva a una batalla, en la que los tres personajes del grupo del jugador luchan a través de un sistema por turnos. El orden de turno se muestra a través de iconos de personajes que se mueven a través de una barra, con los personajes en el centro de la barra permitidos para realizar una acción; al atacar de forma preventiva a los monstruos en el Otro Mundo, el grupo del jugador puede comenzar la batalla con ventaja. Las acciones se eligen a través de un menú, con comandos como "ataque" y "apoyo". Si se cumplen ciertos requisitos, el jugador puede realizar movimientos cooperativos, donde los poderes de los personajes de su grupo están vinculados, lo que resulta en un ataque mucho más efectivo que los ataques regulares. Durante cada turno, el jugador puede optar por cargar su éter; pueden consumir esto al recuperarse o protegerse para mejorar los efectos de esas acciones. A diferencia de otros comandos, estos dos se realizan en tiempo real antes de que los personajes del jugador o los enemigos realicen una acción, presionando un botón en el momento adecuado. En el mundo real, el jugador a veces se encuentra con enemigos poderosos llamados "Razas Puras", que son capaces de derrotar a un miembro del grupo de un solo golpe. Durante estas batallas, el jugador puede recibir apoyo de los compañeros de escuela del personaje del jugador, quienes tienen diferentes habilidades de apoyo; para hacer esto, el jugador debe elegir hasta cuatro personajes de apoyo por miembro del grupo mientras está fuera del combate. La acción de "guardia" del jugador también cambia durante estas batallas, para "reflejar", a través del cual el jugador puede reflejar los ataques de los Pure Breeds contra ellos mismos, causando una gran cantidad de daño.

## Sinopsis

### Escenario y personajes
Blue Reflection se desarrolla en la escuela secundaria de niñas Hoshinomiya en el Japón actual, en pleno verano. El jugador asume el papel de Hinako Shirai, una bailarina de ballet que se lesionó la rodilla un año antes del comienzo del juego y no ha podido bailar desde entonces. Después de reunirse con las hermanas Yuzuki y Lime Shijou, se le da el poder de luchar como una chica mágica conocida como "Reflector", lo que le permite moverse libremente.

## Desarrollo y lanzamiento
El juego fue desarrollado por la subsidiaria de Koei Tecmo, Gust Co. Ltd., bajo la supervisión de Mel Kishida, quien además estaba a cargo del diseño de personajes. Fue producido por Junzo Hosoi  y organizado por Keiichi Sigsawa, Yūsaku Igarashi y Kouji Natsumi. Los desarrolladores describen el juego como un "juego de rol heroico" que sirve como una representación "a tamaño real" de la juventud para las mujeres, con el tema de la "esencia humana" y las conexiones entre las personas. El concepto central es la interacción entre mujeres, con el personaje del jugador creciendo como persona a través de experiencias que comparte con sus compañeros de clase, como los inicios y finales de amistades. Hosoi citó a Hana & Alice, Magic Knight Rayearth y Sailor Moon como influencias para el juego. El juego fue anunciado a través de Famitsu y Dengeki PlayStation en agosto de 2016, como el juego final del proyecto de tres juegos "Beautiful Girls Festival" de Gust, que también incluye Atelier Firis y Nights of Azure 2. En el momento del anuncio, el desarrollo era 30 % completado.
Blue Reflection fue publicado por Koei Tecmo en Japón el 30 de marzo de 2017 para PlayStation 4 y PlayStation Vita. Estaba disponible en una edición estándar, prémium y de colección especial: la edición prémium incluye la banda sonora del juego, ilustraciones, un calendario escolar, un póster y un disfraz del juego; la edición de la colección especial incluye todos los elementos de la adición prémium, junto con dieciséis carteles más. Las personas que reservaron el juego también recibieron contenido digital adicional. Koei Tecmo también planea lanzar el juego en Norteamérica el 26 de septiembre de 2017 y en Europa el 29 de septiembre de 2017, para PlayStation 4 y Microsoft Windows. Los pedidos anticipados de Western incluyeron un traje de baño para el juego y un disfraz basado en el personaje principal de Atelier Rorona; Se incluyeron bonificaciones adicionales por pedido anticipado con las compras de ciertos minoristas.
El juego presenta una colaboración con Final Fantasy XV en forma de ropa en el juego basada en los personajes de Final Fantasy XV Aranea Highwind y Cindy Aurum, y los personajes de Blue Reflection aparecieron en un evento de abril de 2017 en el juego Kai-ri-Sei Million Arthur.
En noviembre de 2017, Hosoi y Kishida dijeron que tenían la intención de desarrollar una secuela de Blue Reflection y convertirla en una serie, pero señalaron que los comentarios de los fanáticos eran importantes y que aún no estaban seguros de si se haría una secuela.

## Recepción

### Prelanzamiento
Cory Arnold de Destructoid describió el juego como "loco y divertido", comparándolo con una mezcla entre Persona, Atelier, Final Fantasy X y Ni no Kuni, e instó a la gente a descartar cualquier "prejuicio de anime" que pudieran tener; y Kimberley Wallace de Game Informer pensaron que se veía "realmente genial".

### Post-lanzamiento
El juego fue recibido por "críticas mixtas o promedio", según el agregador de revisiones Metacritic.